# 기노사키 (열차)
기노사키(일본어: きのさき 키노사키[*])는 일본의 철도 회사 서일본 여객철도가 운행하는 특급 열차이다. 교토역과 후쿠치야마역 ·  도요오카역 ·  기노사키온센역 사이를 사가노 선·산인 본선을 통해 잇고 있다. 열차의 이름은 효고현 도요오카시에 있는 기노사키 온천에서 유래했으며, 상징색은 사가노 선과 같은 보라색 계통 (●)이다.

## 개요
교토시·가메오카시를 비롯한 교토부 중부와 후쿠치야마시·도요오카시를 비롯한 기타킨키 지방 (주단(中丹)·다지마 지방)의 도시들을 잇고 있다. 원래 "기노사키"라는 명칭을 쓰던 열차는 1962년부터 1968년 "단고"에 통합될 때까지 교토 역 ~ 후쿠치야마 역 사이를 운행하던 급행 열차였다. 기노사키는 통폐합 이후 사라졌다가, 1996년 3월 16일 산인 본선·기타킨키 단고 철도의 소노베역 ~ 후쿠치야마역 ~ 아마노하시다테 역 구간의 전철화와 함께 이루어진 시간표 개정을 통해, 그 때까지 기동차로 운행되고 있던 특급 "아사시오"와 급행 "단고"를 통합함으로써 특급 "기노사키"로서 첫 운행을 시작했다. 그리고 2011년 3월 12일 시간표 개정에 따라 특급 "단바"를 통합하였다.

## 운행
보통 교토 역 ~ 기노사키온센 역 사이를 운행하지만, 후쿠치야마 역에서 시종착하는 열차도 운행되고 있다. 성수기에는 교토 역 ~ 기노사키온센 역 구간에서 임시 열차 81·82호가 전 좌석 지정석제로 운행된다.
일부 열차는 교토 역 ~ 아야베역 구간에서 특급 마이즈루와 병결 운행되며, 병결 운행이 이루어질 때는 서일본 여객철도 287계 전동차가 투입된다.
아래는 기노사키의 정차역이다. 괄호 안의 역은 일부 열차만 정차한다.
- 교토 역 ~ 니조역 - 가메오카역 - 소노베역 - 히요시역 - 아야베역 - 후쿠치야마 역 - 와다야마역 - 요카역 - 에바라역 - 도요오카 역 - 기노사키온센 역

## 운행 열차

### 현재 운행하는 열차
- 287계
- 289계

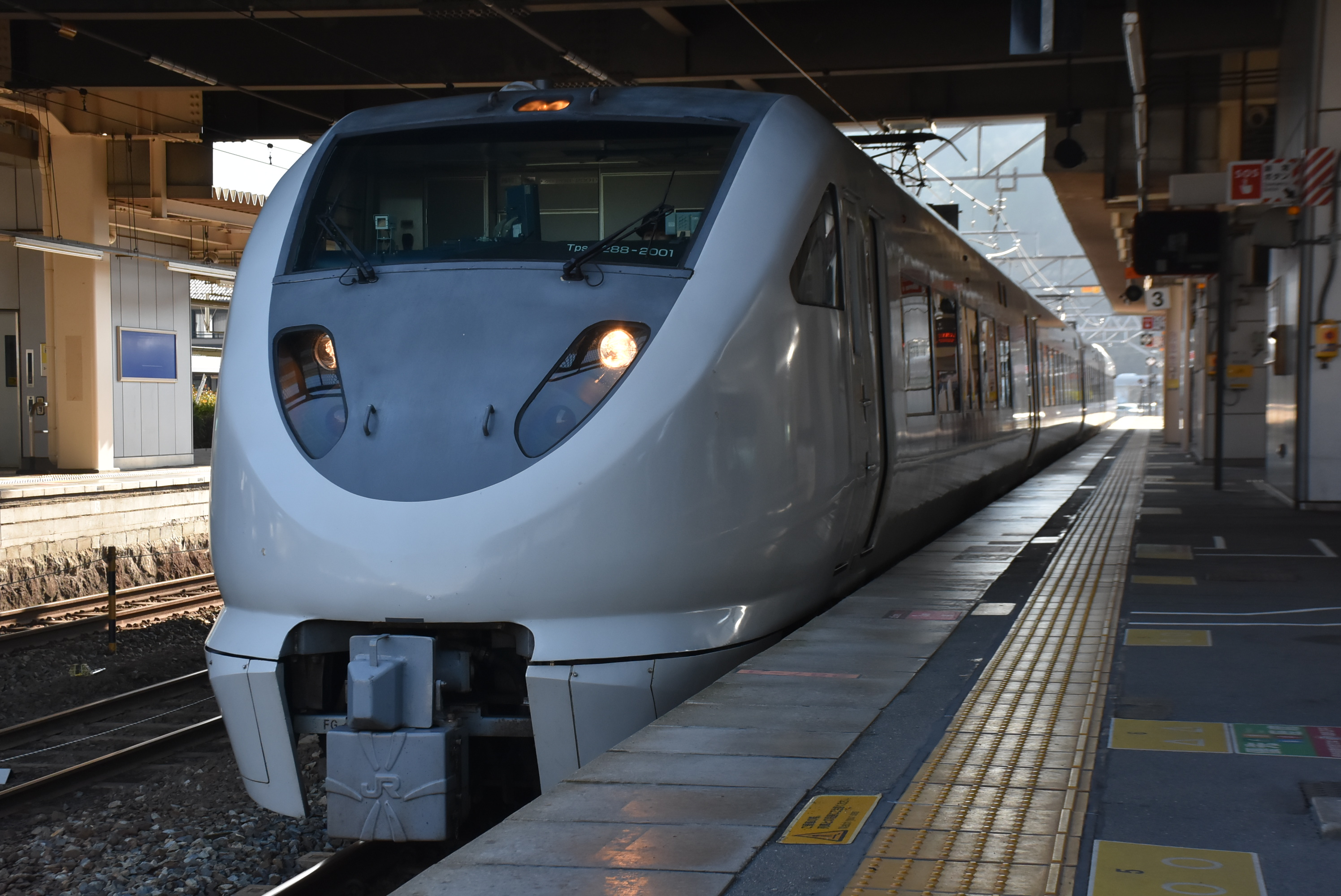
289계 전동차

### 퇴역 및 과거 운행 열차
- 183계
- 381계

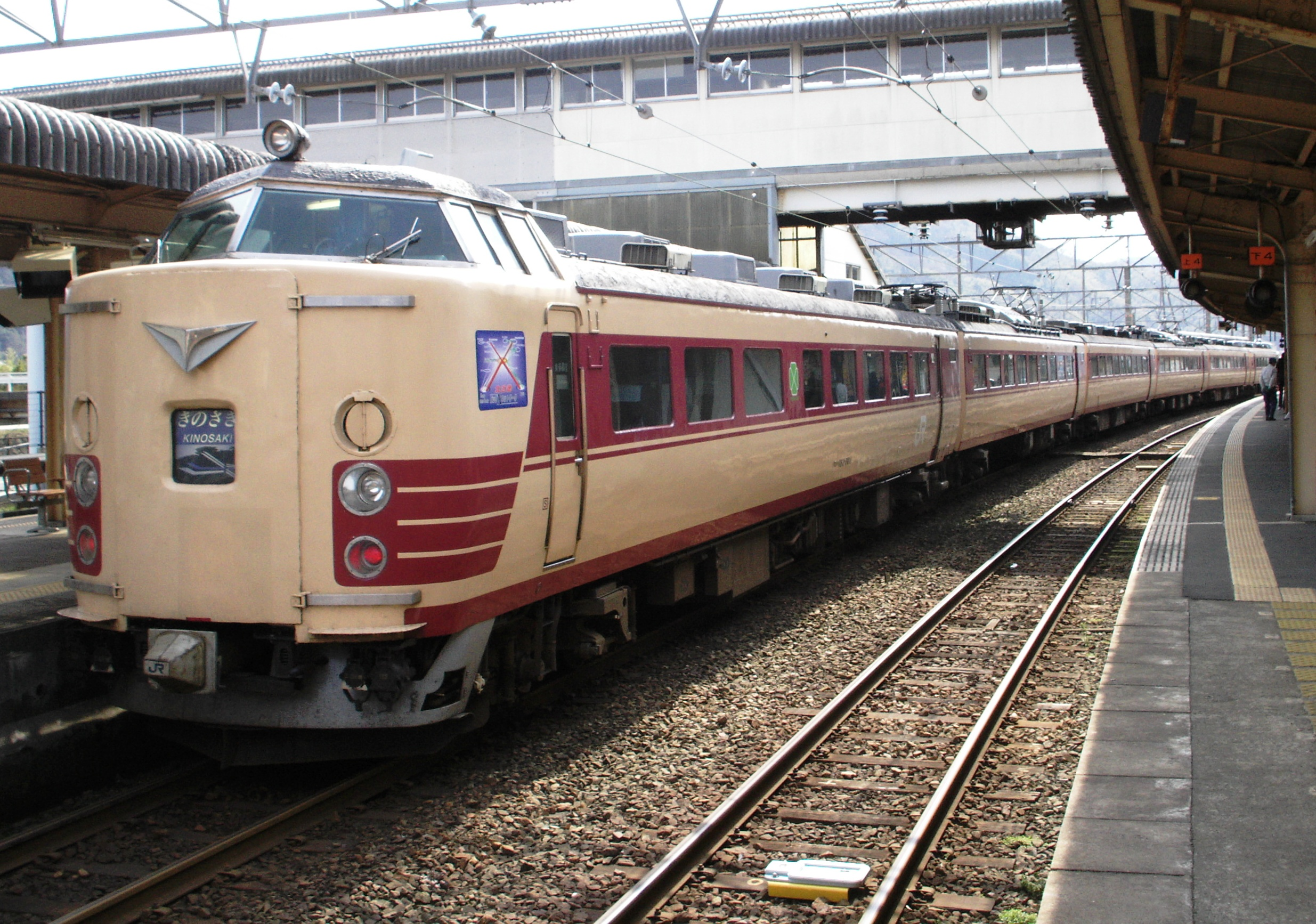
183계 전동차